# Agrippa (krater księżycowy)
Agrippa – krater uderzeniowy na Księżycu położony na południowo-wschodnim krańcu Mare Vaporum. Znajduje się na północy od krateru Godin, a tuż przy zachodniej ścianie znajduje się krater Tempel.
Brzeg krateru Agrippa ma niezwykły kształt, jest podobny do kształtu tarczy z zaokrąglonym południowym brzegiem i bardziej kanciastą północną połową. Wnętrze jest nieco nieregularne i posiada centralny szczyt. Krater leży tuż przy systemie szczelin, który ciągnie się przez długość około 270 kilometrów.
Na północ i północny wschód biegną szczeliny nazwane Rima Ariadaeus, które dochodzą do zachodniego brzegu Mare Tranquillitatis.

## Satelickie kratery
| Agrippa | Szerokość | Długość | Średnica |
| ------- | --------- | ------- | -------- |
| B       | 6,2° N    | 9,4° E  | 4 km     |
| D       | 3,8° N    | 6,7° E  | 20 km    |
| E       | 5,2° N    | 8,5° E  | 5 km     |
| F       | 4,4° N    | 11,4° E | 6 km     |
| G       | 3,9° N    | 6,2° E  | 13 km    |
| H       | 4,8° N    | 10,7° E | 6 km     |
| S       | 5,3° N    | 8,9° E  | 32 km    |